# Athies (Passo di Calais)
Athies è un comune francese di 1 020 abitanti situato nel dipartimento del Passo di Calais nella regione dell'Alta Francia.

## Società

### Evoluzione demografica
Abitanti censiti